# 怡和街

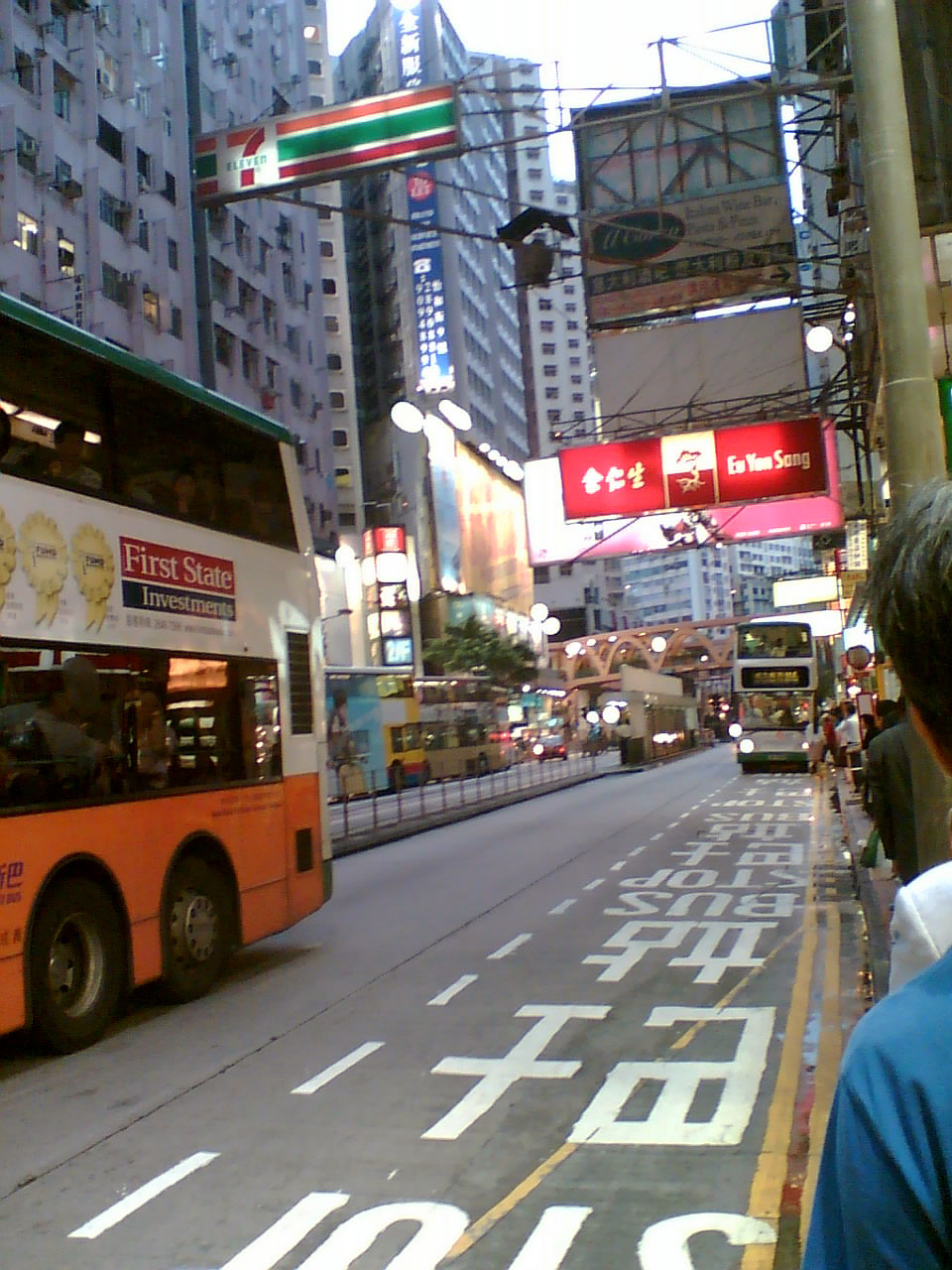
怡和街

怡和街 (イーウォー・ストリート, Yee Wo Street, 繁体字: 怡和街; イェール式広東語: yi4 wo2 gaai1) は、香港、香港島、東角・銅鑼湾にある道路である。軒尼詩道との交差点は、香港で最も人通りの多い場所の1つである。

## 名称
怡和 (イーウォー) は、1783年に広州で伍國瑩 (五国莹) によって設立され、1783年に引き継がれた伍秉鑑のもとで、後に広東十三行の指導者となる、清行の中国語名である。この名は、その後、昔東角の土地の多くを所有していた貿易会社、ジャーディン・マセソンによって使用された。
この道路は、日本占領時代に、「春日通」に改名された。日本軍の降伏・撤退後はもとに戻された。

## 特徴
道路は、軒尼詩道を西端とし、高士威道を東端とする。香港トラムの一部やトラムの銅鑼湾ターミナルが存在する。